# 王子宿
王子宿（1901年—1968年），又名文奎，男，江苏川沙人，中国纺织科学技术专家，曾任上海第十二棉纺织厂工程师，上海纺织科学研究院工程师。